# Alexandra Chando
Alexandra Chando (Bethlehem, 28 luglio 1986) è un'attrice statunitense.
È nota per aver interpretato il ruolo di due gemelle, Sutton ed Emma, nella serie TV dell'ABC Family, The Lying Game.

## Biografia
Ha studiato presso l'università di Manhattan dove è stata scoperta dai produttori di Così gira il mondo (As the World Turns). Durante le riprese di Rockville CA si trasferisce in California, attualmente però vive a New York.

## Carriera
Pochi mesi dopo l'inizio della registrazione di Così gira il mondo, ha ricevuto una nomination al Daytime Emmy Award nella categoria "Giovane attrice" nel 2007, ma fu vinto dalla compagna di set Jennifer London. Nel 2008 Alexandra interpretò Debbie nella webserie Rockville CA, creata da Josh Schwartz (The O.C., Gossip Girl, Chuck).
Il 23 settembre 2009, Chando torna sul set di As The World Turns come Maddie. Il 14 maggio 2010, ha fatto una comparsa nella popolare serie americana Medium come volontario attivista per i diritti degli animali.
Alexandra fece il provino per il ruolo di Elena Gilbert nella serie TV di successo The Vampire Diaries, che è stato poi dato a Nina Dobrev.
Nel mese di ottobre 2010 recita come protagonista nella nuova serie dell'ABC Family, The Lying Game, serie basata sul libro di Sara Shepard.
Alexandra interpreta Danielle in Talent, una serie web prodotta da Alloy Entertainment e basata sui romanzi di Zoey Dean.

## Filmografia

### Cinema
- The Bleeding House (2011)
- Construction (2013)

### Televisione
- House Blend - serie TV, episodio 1x01 (2002)
- Così gira il mondo - serie TV, 308 episodi (2005–2009)
- True Life - serie TV, episodio 8x11 (2006)
- Sherri - serie TV, episodio 1x06 (2009)
- Medium - serie TV, episodio 6x21 (2010)
- Glory Daze - serie TV, episodi 1x03-1x07 (2010)
- The Lying Game - serie TV (2011)
- Castle - serie TV, episodio 6x13 (2014)
- Hindsight - serie TV, episodi 1x08-1x09-1x10 (2015)
- The Vampire Diaries - serie TV,  episodio 8x08 (2017)

### Web
- Rockville CA - webserie, 20 episodi (2009)
- Talent - webserie, 10 episodi (2011)

## Doppiatrici italiane
Nelle versioni in italiano delle opere in cui ha recitato, Alexandra Chando è stata doppiata da:
- Francesca Manicone in The Lying Game, Castle
- Tatiana Dessi in Hawaii Five-0
- Elena Perino in Sneaky Pete